# ニジェールの鉄道
ニジェールの鉄道では、ニジェールにおける鉄道について記す。2016年現在、鉄道は運行されていない。

## 鉄道史
フランス植民地統治時代の1936年、計画されていたニアメとベナンの港湾都市コトヌーを結ぶ鉄道がベナンのパラクーまでで建設が中断され、以降ニジェールには鉄道が敷設されなかった。アビジャンからの鉄道計画も、ブルキナファソのワガドゥグーまでしか到達していなかった。

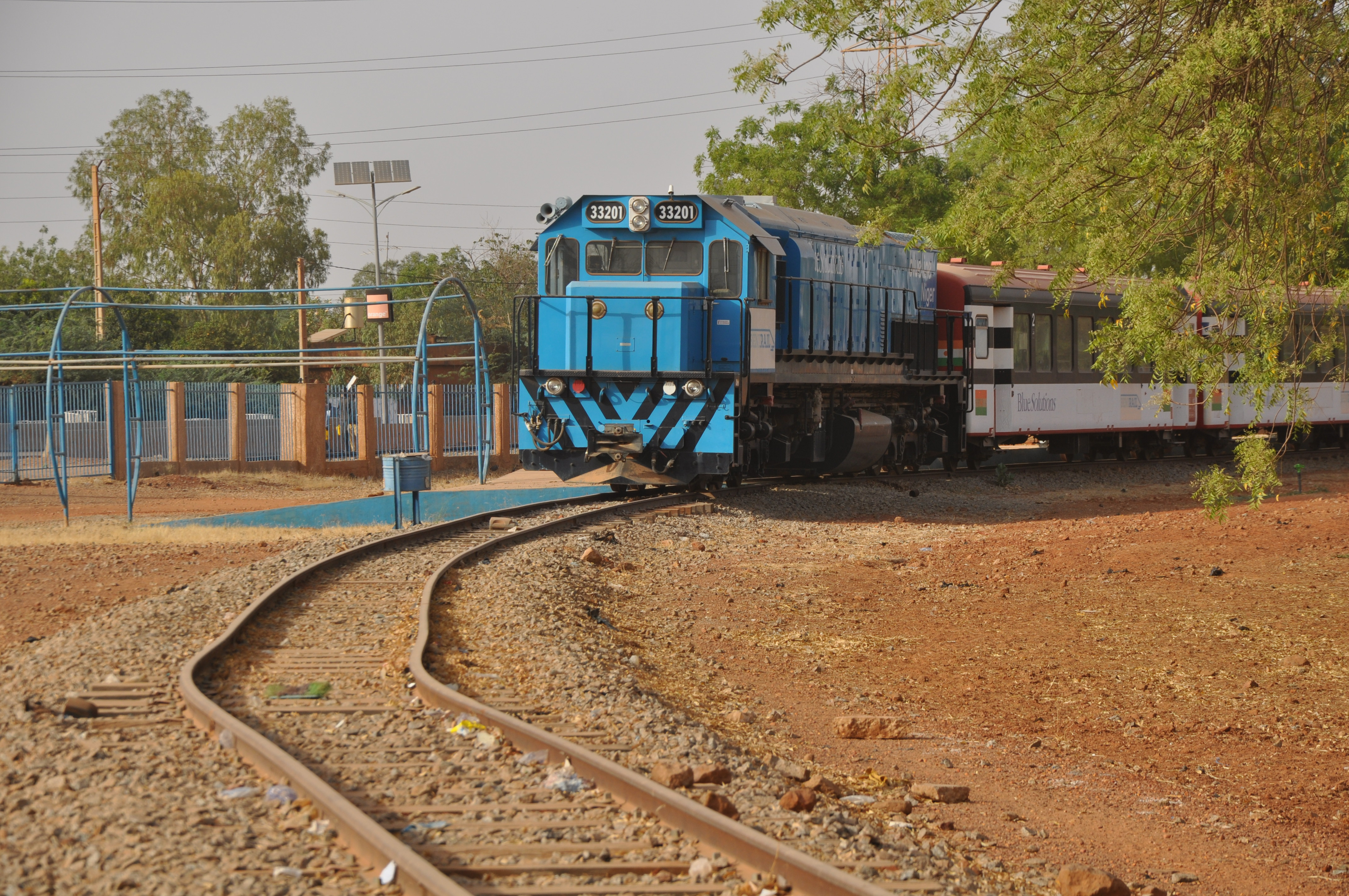
ニアメ「駅」の様子

2010年代になってニアメとベナンの港湾都市コトヌーを結ぶ鉄道が再び計画され、2014年3月にニジェールのマハマドゥ・イスフ大統領とベナンのヤイ・ボニ大統領が協定に調印した。2014年4月7日にニアメ駅の落成式典が開催され、ニジェールのマハマドゥ・イスフ大統領の他、ベナンのヤイ・ボニ大統領、トーゴのフォール・ニャシンベ大統領が出席した。2016年1月29日、ニアメ - ドッソ間の軌道敷設が完了。その後、2018年時点で計画は頓挫し、工事を担当していたフランスのボロレ社は撤退を余儀なくされ、補償交渉を行なっている。
また、ニジェールは国内鉄道を、西アフリカの他国の鉄道網につなげるプロジェクトに参加している。欧州連合、フランス、ルーマニアの鉱山大富豪フランク・ティミシュ（Frank Timiș）は、ニアメとブルキナファソの首都ワガドゥグーを結ぶ鉄道プロジェクトを立ち上げた。このプロジェクトの準備は2013年に始まった。

## 隣接国との鉄道接続状況
- アルジェリア - 接続なし
- マリ共和国 - 接続なし
- ブルキナファソ - 接続なし
- ベナン - 接続なし
- ナイジェリア - 接続なし
- チャド - 接続なし
- リビア - 接続なし